# Les Hogues
Pour les articles homonymes, voir Hogues.
Les Hogues sont une commune française située dans le département de l'Eure en région Normandie.

## Géographie

### Localisation

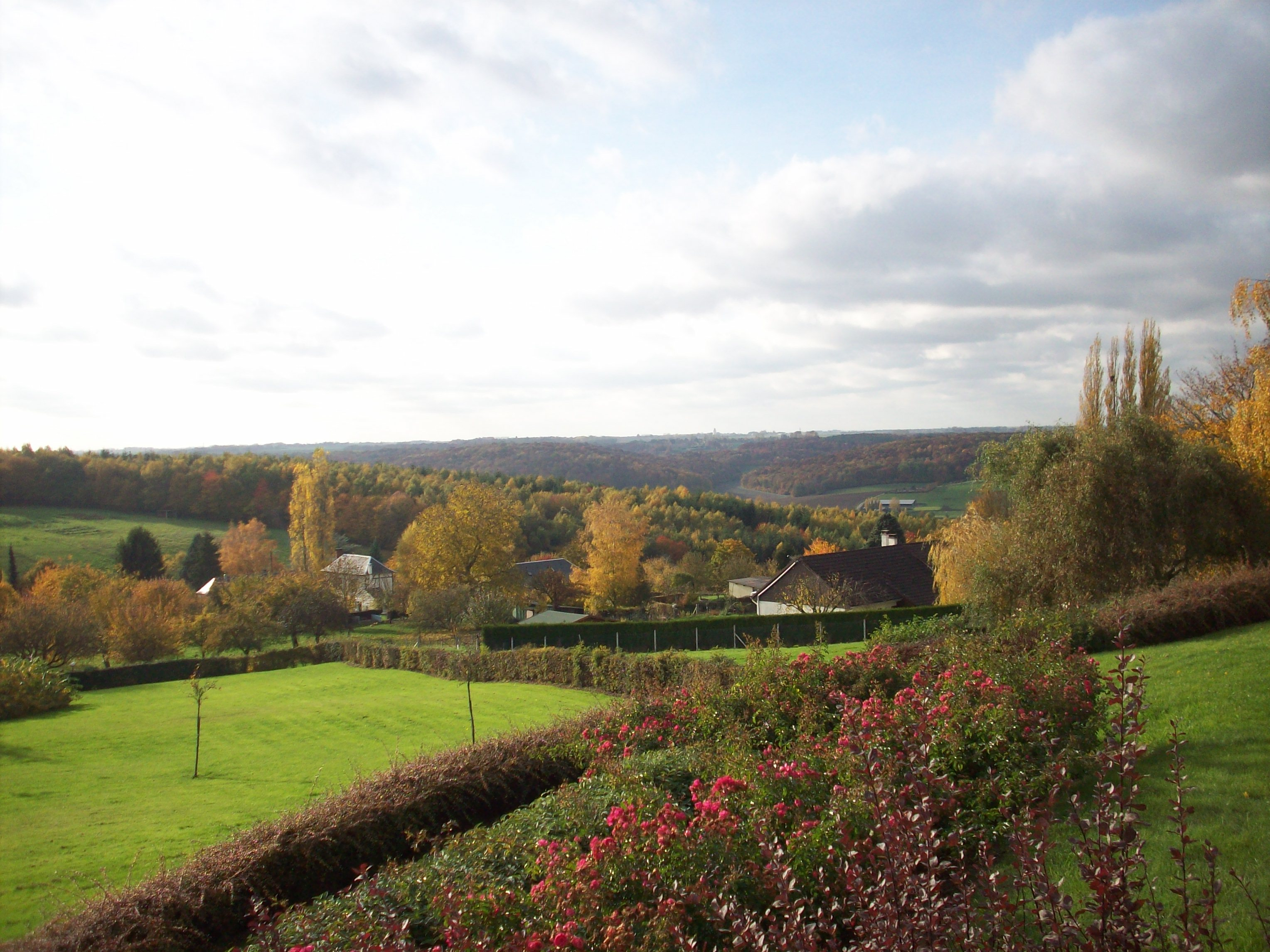
Panorama depuis la mairie.

Les Hogues sont un village situé sur une colline dominant la vallée de l'Andelle.
| Vascœuil                     | Vascœuil                                        | Le Tronquay    |
| Perruel Perriers-sur-Andelle | Hogues                                          | Lyons-la-Forêt |
| Perriers-sur-Andelle         | Perriers-sur-Andelle, Charleval, Lyons-la-Forêt | Lyons-la-Forêt |

### Hydrographie
La commune est située dans le bassin Seine-Normandie. Elle n'est drainée par aucun cours d'eau,.

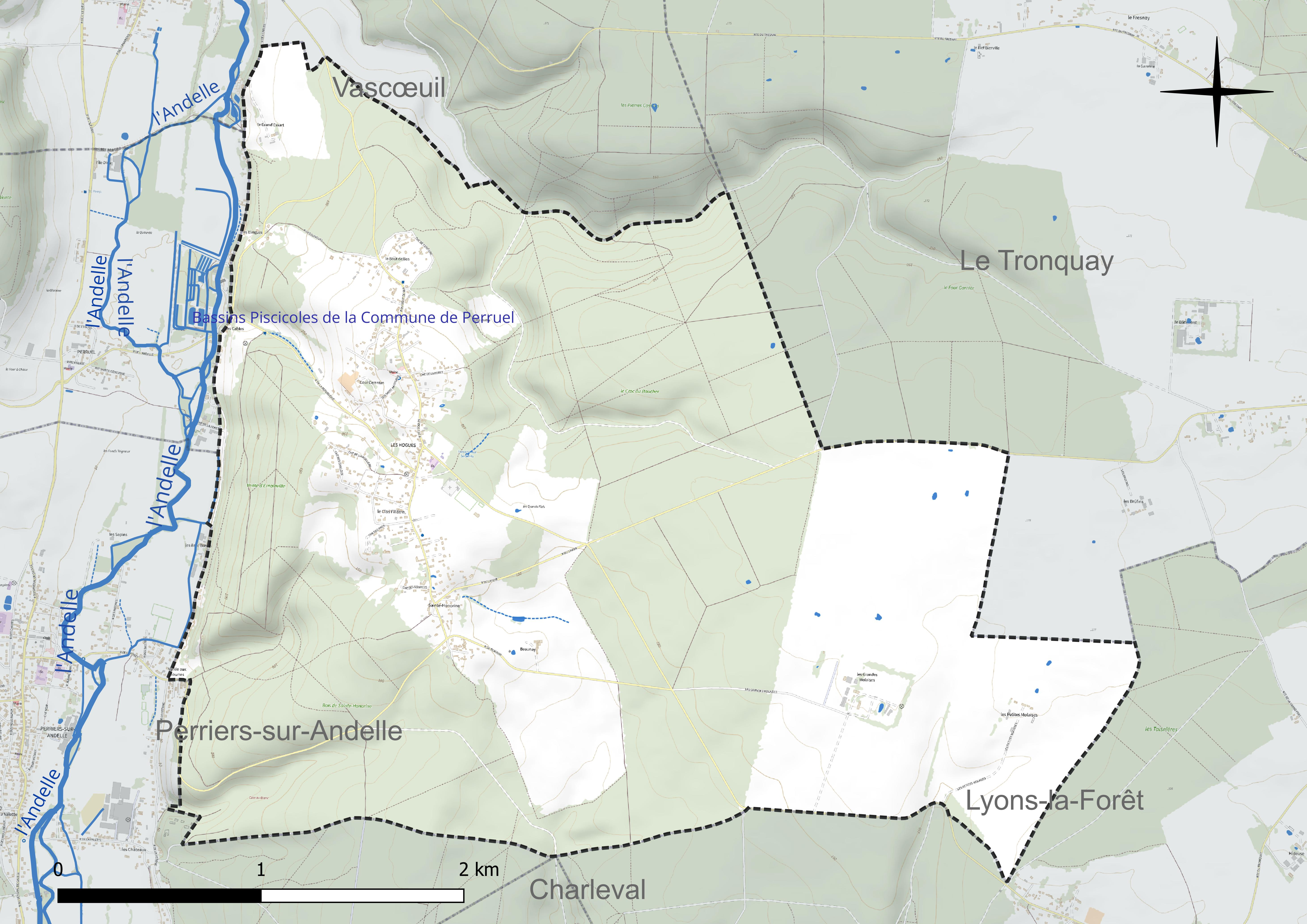
Réseau hydrographique des Hogues.

### Climat
Pour des articles plus généraux, voir Climat de la Normandie et Climat de l'Eure.
En 2010, le climat de la commune est de type climat océanique dégradé des plaines du Centre et du Nord, selon une étude du CNRS s'appuyant sur une série de données couvrant la période 1971-2000. En 2020, Météo-France publie une typologie des climats de la France métropolitaine dans laquelle la commune est exposée à un climat océanique et est dans la région climatique Côtes de la Manche orientale, caractérisée par un faible ensoleillement (1 550 h/an) ; forte humidité de l’air (plus de 20 h/jour avec humidité relative > 80 % en hiver), vents forts fréquents. Parallèlement le GIEC normand, un groupe régional d’experts sur le climat, différencie quant à lui, dans une étude de 2020, trois grands types de climats pour la région Normandie, nuancés à une échelle plus fine par les facteurs géographiques locaux. La commune est, selon ce zonage, exposée à un « climat maritime », correspondant au Pays de Caux, frais, humide et pluvieux, légèrement plus frais que dans le Cotentin.
Pour la période 1971-2000, la température annuelle moyenne est de 10,4 °C, avec une amplitude thermique annuelle de 13,7 °C. Le cumul annuel moyen de précipitations est de 826 mm, avec 12,4 jours de précipitations en janvier et 8,4 jours en juillet. Pour la période 1991-2020, la température moyenne annuelle observée sur la station météorologique la plus proche, située sur la commune de Boos à 15 km à vol d'oiseau, est de 10,9 °C et le cumul annuel moyen de précipitations est de 847,5 mm,. Pour l'avenir, les paramètres climatiques de la commune estimés pour 2050 selon différents scénarios d’émission de gaz à effet de serre sont consultables sur un site dédié publié par Météo-France en novembre 2022.

## Urbanisme

### Typologie
Au 1er janvier 2024, Les Hogues sont catégorisés commune rurale à habitat dispersé, selon la nouvelle grille communale de densité à 7 niveaux définie par l'Insee en 2022.
Elle est située hors unité urbaine. Par ailleurs la commune fait partie de l'aire d'attraction de Rouen, dont elle est une commune de la couronne,. Cette aire, qui regroupe 317 communes, est catégorisée dans les aires de 200 000 à moins de 700 000 habitants,.

### Occupation des sols
L'occupation des sols de la commune, telle qu'elle ressort de la base de données européenne d’occupation biophysique des sols Corine Land Cover (CLC), est marquée par l'importance des forêts et milieux semi-naturels (58,4 % en 2018), une proportion identique à celle de 1990 (58,4 %). La répartition détaillée en 2018 est la suivante :
forêts (49,6 %), terres arables (31,8 %), milieux à végétation arbustive et/ou herbacée (8,8 %), zones urbanisées (6,7 %), prairies (3,1 %). L'évolution de l’occupation des sols de la commune et de ses infrastructures peut être observée sur les différentes représentations cartographiques du territoire : la carte de Cassini (XVIIIe siècle), la carte d'état-major (1820-1866) et les cartes ou photos aériennes de l'IGN pour la période actuelle (1950 à aujourd'hui).

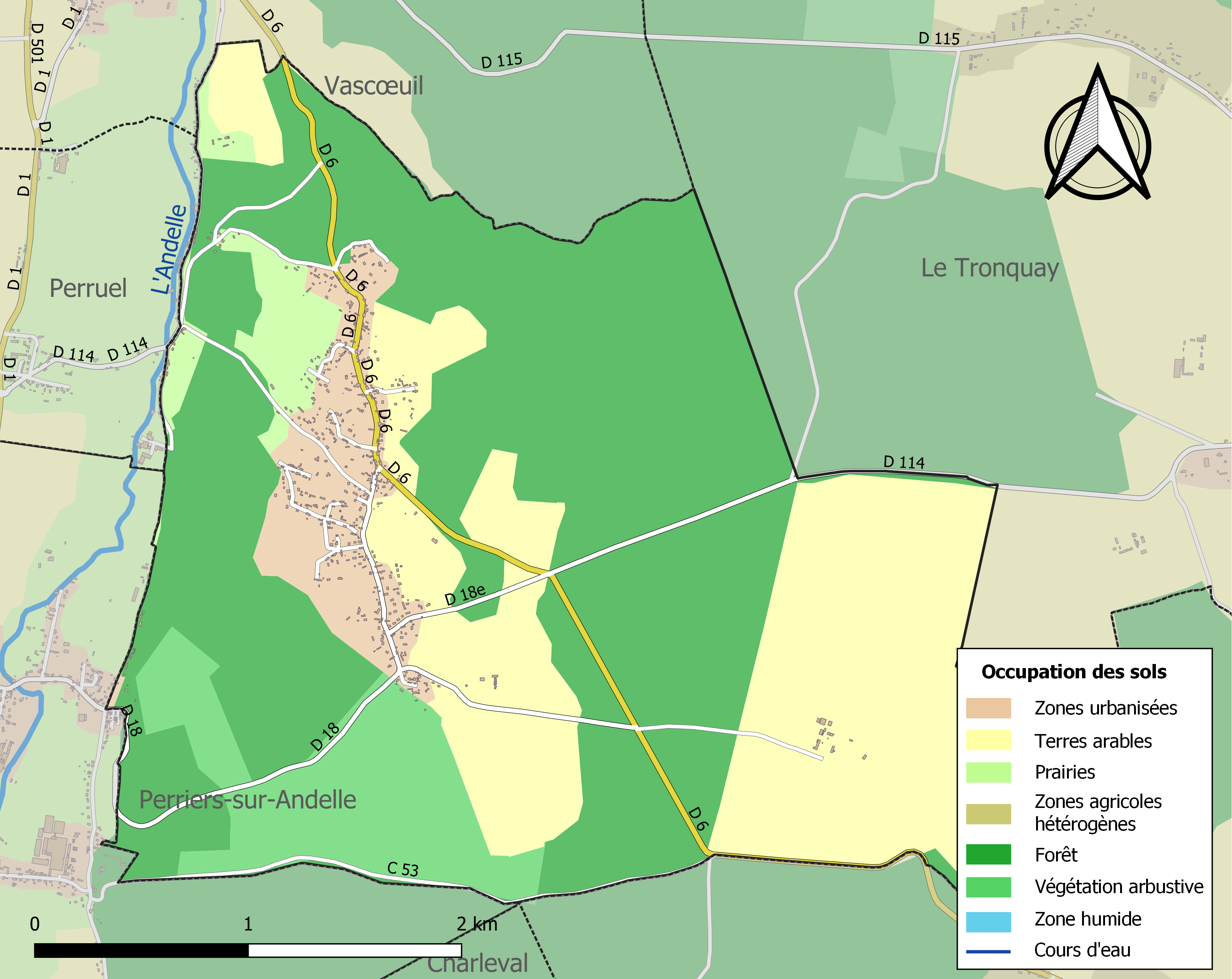
Carte des infrastructures et de l'occupation des sols de la commune en 2018 (CLC).

## Toponymie
Il s'agit d'un nom de lieu issu de l'appellatif normand hogue « colline, colline boisée », lui-même du vieux norrois haugr « tas, élévation, colline », que l'on retrouve fréquemment dans cette province, mais qui n'a pas, ailleurs, abouti à la création d'une commune.
Le sens de « collines boisées » correspond bien au site des Hogues, bien qu'on ne puisse pas exclure une référence aux buttes situées sur le territoire de la commune. Le mot hogue (ou hougue « élévation, butte, tertre » en Cotentin, cf. Saint-Vaast-la-Hougue) a survécu tardivement en dialecte normand et faisait encore sens plus récemment dans le nord Cotentin sous la forme houguet. Dans les marais de la Dives, il a pris spécifiquement le sens de « tas de sel ».

## Histoire
Différents talus autour du village laissent penser à la présence d'un oppidum à l'époque gauloise. Autrefois, une chapelle dédiée à sainte Honorine appartenait, au XIIe siècle, au prieuré Saint-Laurent-en-Lyons, et qui est à l'origine du village. Les Hogues étaient à l'époque une dépendance du Tronquay, dont elle s'est séparée en 1787 à cause de l'éloignement.

## Politique et administration
| Période                                  | Période  | Identité            | Étiquette | Qualité  |
| ---------------------------------------- | -------- | ------------------- | --------- | -------- |
| mars 2001                                | 2020     | M. Claude Alexandre | UMP-LR    | Retraité |
| 2020                                     | En cours | Aline Bachelet      |           |          |
| Les données manquantes sont à compléter. |          |                     |           |          |

## Démographie
L'évolution du nombre d'habitants est connue à travers les recensements de la population effectués dans la commune depuis 1793. Pour les communes de moins de 10 000 habitants, une enquête de recensement portant sur toute la population est réalisée tous les cinq ans, les populations de référence des années intermédiaires étant quant à elles estimées par interpolation ou extrapolation. Pour la commune, le premier recensement exhaustif entrant dans le cadre du nouveau dispositif a été réalisé en 2004.

En 2022, la commune comptait 685 habitants, en évolution de +9,42 % par rapport à 2016 (Eure : −0,25 %, France hors Mayotte : +2,11 %).
| 1793 | 1800 | 1806 | 1821 | 1831 | 1836 | 1841 | 1846  | 1851  |
| ---- | ---- | ---- | ---- | ---- | ---- | ---- | ----- | ----- |
| 751  | 737  | 743  | 669  | 781  | 830  | 900  | 1 054 | 1 057 |

| 1856  | 1861  | 1866 | 1872 | 1876 | 1881 | 1886 | 1891 | 1896 |
| ----- | ----- | ---- | ---- | ---- | ---- | ---- | ---- | ---- |
| 1 083 | 1 085 | 993  | 929  | 973  | 967  | 927  | 939  | 944  |

| 1901 | 1906 | 1911 | 1921 | 1926 | 1931 | 1936 | 1946 | 1954 |
| ---- | ---- | ---- | ---- | ---- | ---- | ---- | ---- | ---- |
| 967  | 966  | 853  | 774  | 842  | 805  | 723  | 609  | 644  |

| 1962 | 1968 | 1975 | 1982 | 1990 | 1999 | 2004 | 2006 | 2009 |
| ---- | ---- | ---- | ---- | ---- | ---- | ---- | ---- | ---- |
| 563  | 545  | 543  | 503  | 516  | 568  | 587  | 608  | 647  |

| 2014 | 2019 | 2022 | - | - | - | - | - | - |
| ---- | ---- | ---- | - | - | - | - | - | - |
| 632  | 674  | 685  | - | - | - | - | - | - |

## Lieux et monuments
- Église Saint-Mathurin. C'est une église orientée de plan cruciforme. Établie sur les vestiges d'une ancienne chapelle édifiée en 1550, elle en conserve ses soubassements en grès. Le reste de l'édifice est en brique industrielle: la nef et le chœur (1852), le transept (1882), le porche (début XIXe siècle).
- Colombier octogonal en brique (XVIIe siècle).
- Portail de l'ancien manoir de Beaunay.

## Galerie

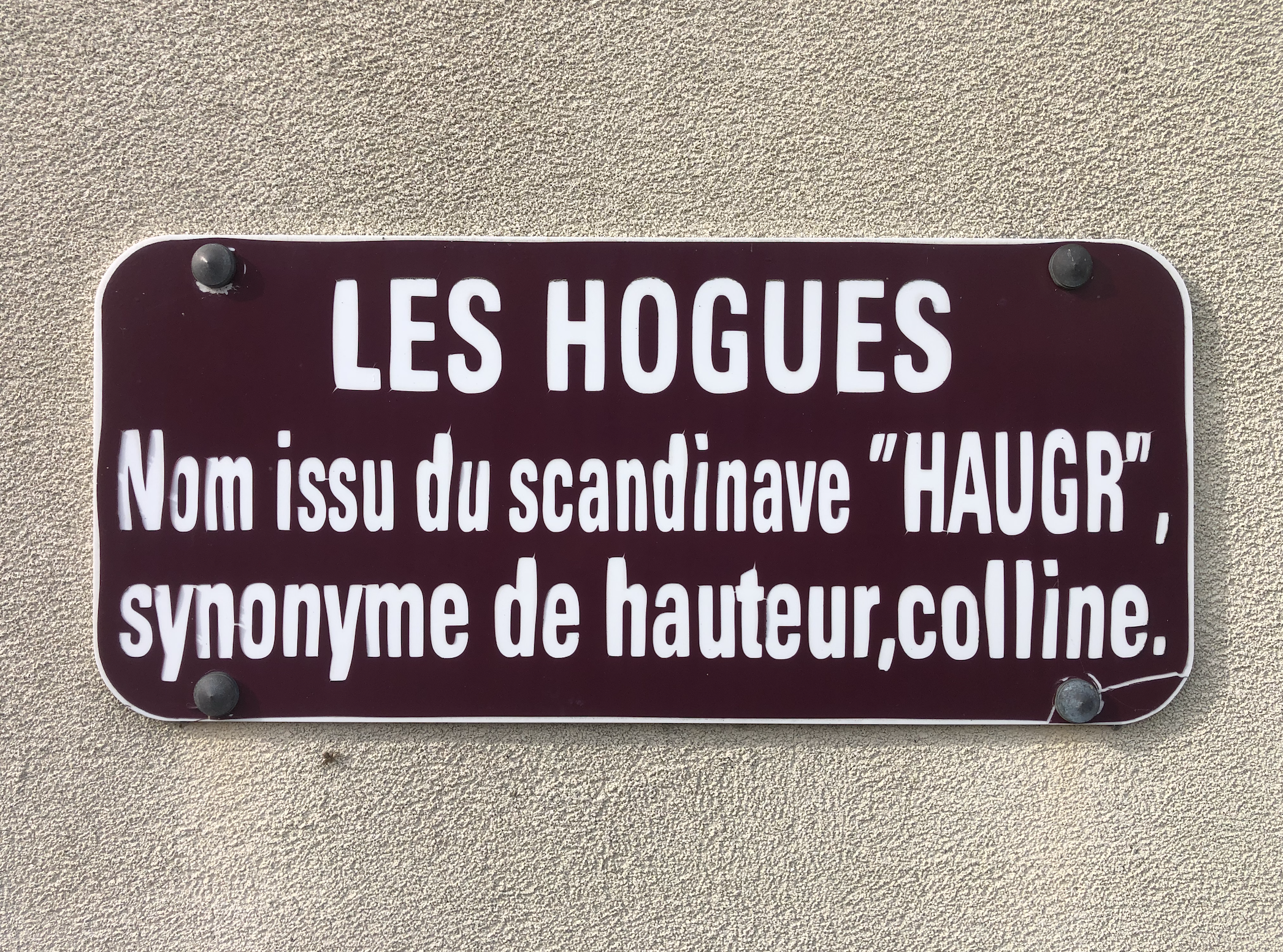
Etymologie : nom issu du scandinave "HAUGR", synonyme de hauteur, colline.

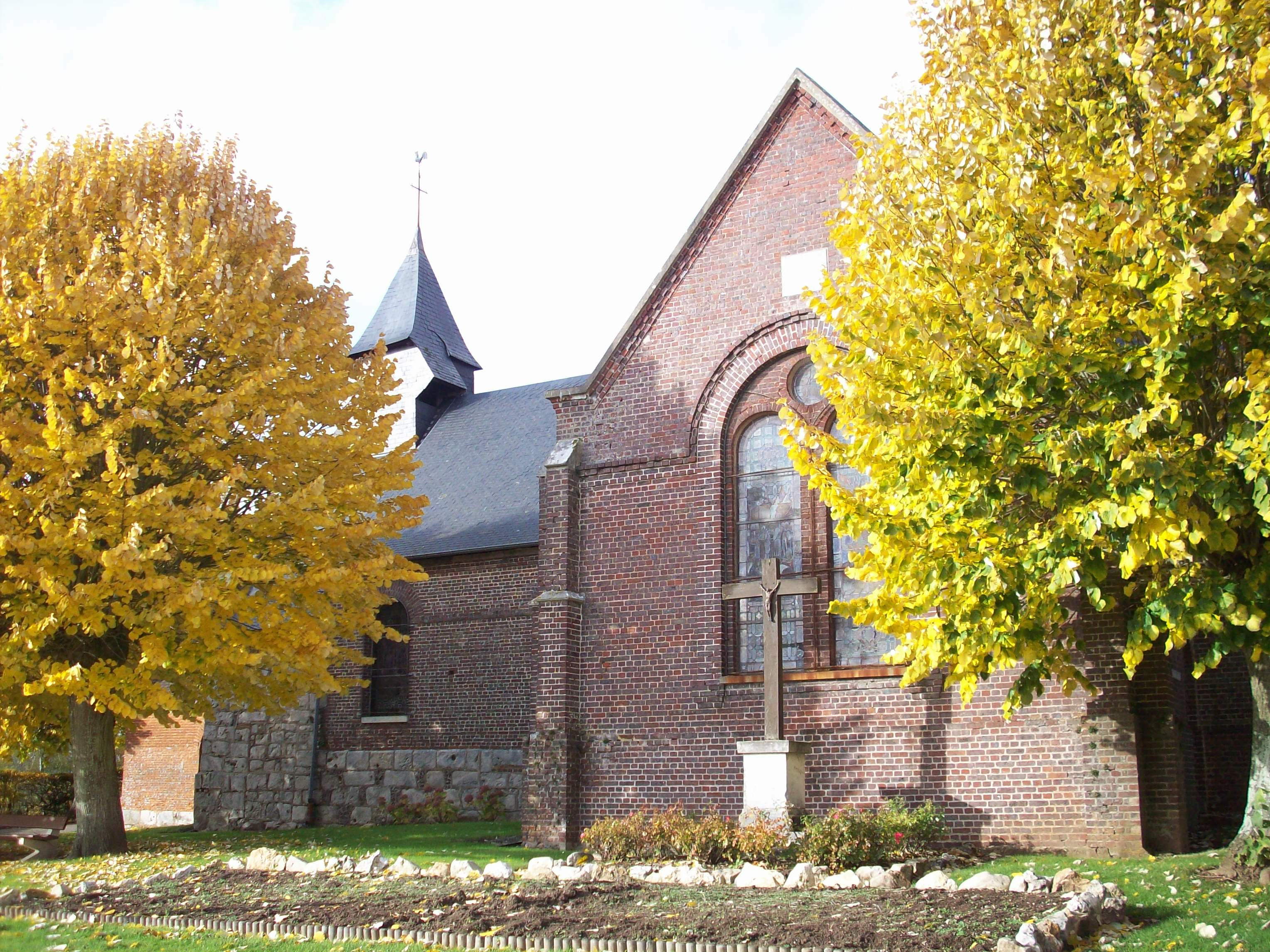
Église Saint-Mathurin.
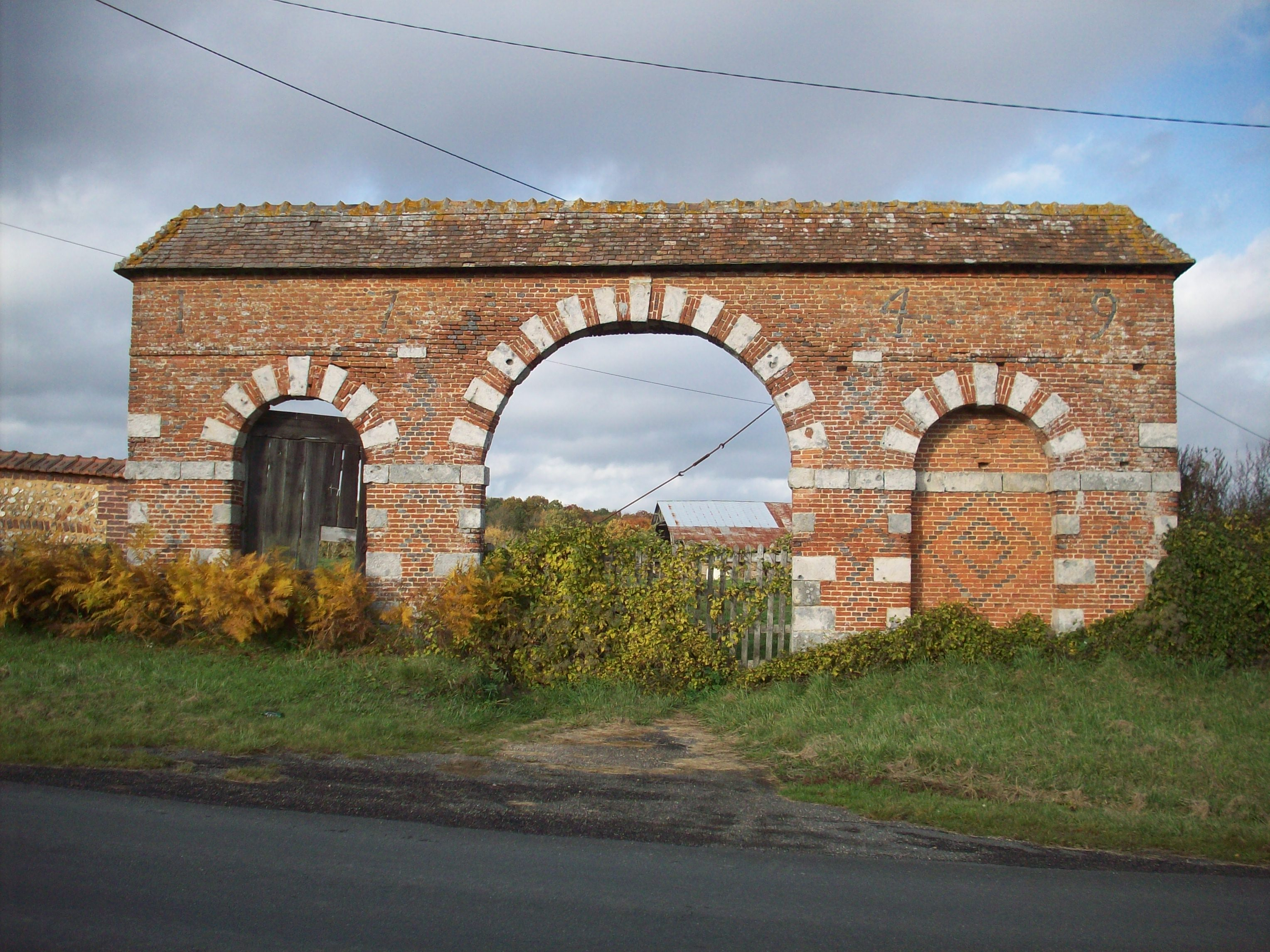
Portail de l'ancien manoir de Beaunay.
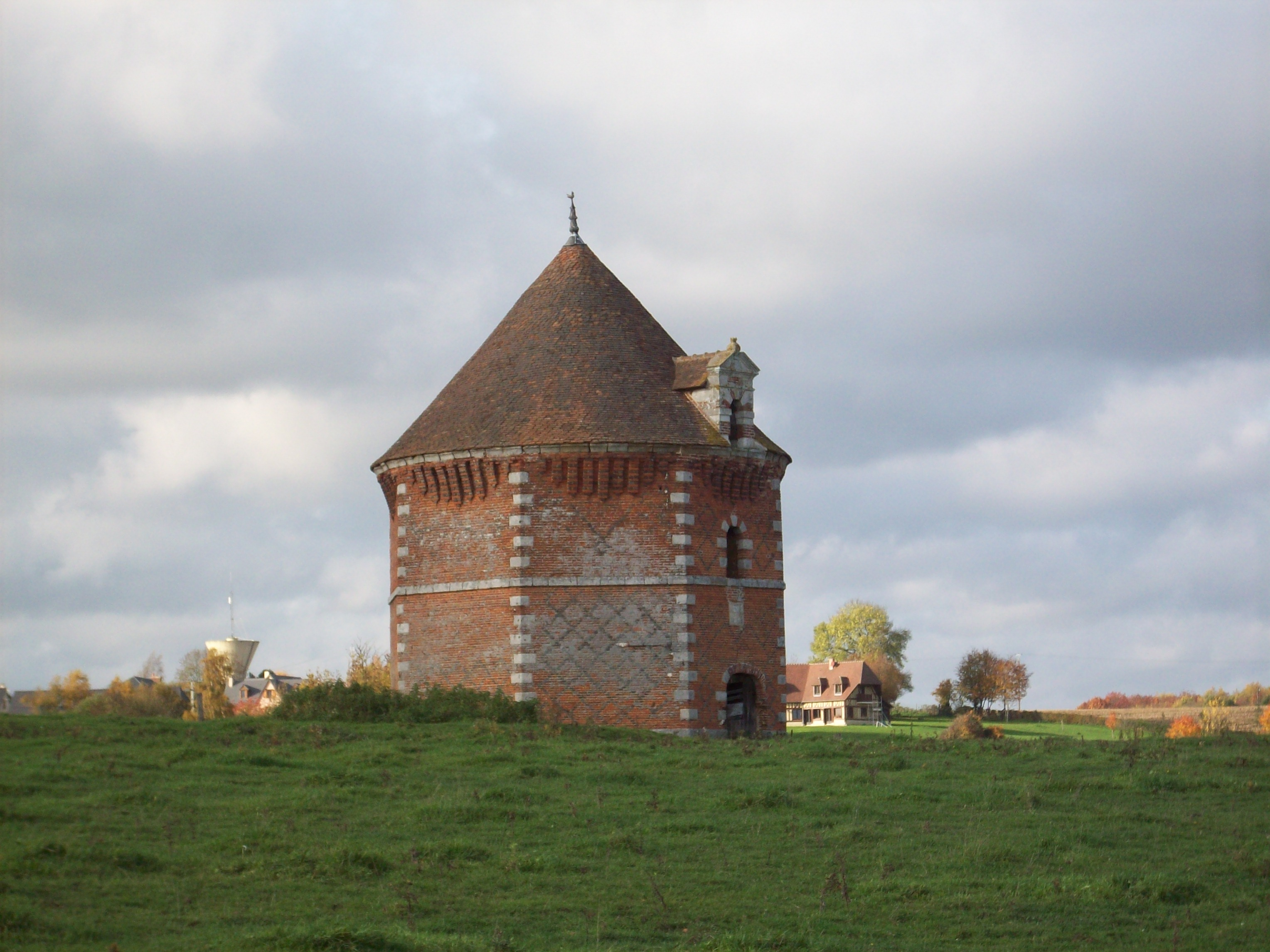
Colombier de Beaunay.

## Personnalités liées à la commune
- Dominique Venner y vécut.